# 小萼瓜馥木
小萼瓜馥木（学名：Fissistigma minuticalyx）为番荔枝科瓜馥木属的植物，为中国的特有植物。分布在缅甸以及中国大陆的云南、贵州等地，生长于海拔800米至1,600米的地区，多生长在山地密林中，目前尚未由人工引种栽培。

## 别名
火绳树（云南屏边）